# Championnat d'Autriche de football 1938-1939
Navigation
Saison précédente Saison suivante
La saison 1938-1939 du Championnat d'Autriche de football était la 28e édition du championnat de première division en Autriche. L'Anschluss (annexion de l'Autriche par l'Allemagne du IIIe Reich) a complètement bouleversé le fonctionnement des compétitions du pays. La 1.Klasse devient une des Gauligen mises en place par le régime nazi et le vainqueur du championnat se qualifie pour la phase finale du championnat allemand. Cette première édition de la Gauliga Ostmark regroupe donc 10 clubs au sein d'une poule unique où ils s'affrontent deux fois au cours de la saison, à domicile et à l'extérieur. En fin de championnat, les 2 derniers du classement sont relégués et remplacés par les 2 meilleurs clubs de Bezirksklasse, la deuxième division autrichienne.
C'est le SK Admira Vienne qui remporte le championnat en terminant en tête du classement final, avec 2 points d'avance sur le Wacker AC et 3 sur le tenant du titre, le SK Rapid Vienne. C'est le 7e titre de champion d'Autriche de l'histoire du club, qui participe donc à la phase finale du championnat allemand 1939.

## Les 10 clubs participants
| - ESV Wacker Neustadt - Promu de 2.Klasse A - First Vienna FC - FK Austria Vienne - Grazer SC - Promu de 2.Klasse A - SC Austro-Fiat - Promu de 2.Klasse A | - SK Admira Vienne - SK Amateure Steyr - Promu de 2.Klasse A - SK Rapid Vienne - Wacker AC - Wiener Sport-Club |

## Compétition

### Classement
Le barème utilisé pour établir le classement est le suivant :
- Victoire : 2 points
- Match nul : 1 point
- Défaite : 0 point

| Rang | Équipe                | Pts | J  | G  | N | P  | Bp | Bc | Diff |
| ---- | --------------------- | --- | -- | -- | - | -- | -- | -- | ---- |
| 1    | SK Admira Vienne      | 28  | 18 | 12 | 4 | 2  | 62 | 20 | +42  |
| 2    | Wacker AC             | 26  | 18 | 12 | 2 | 4  | 52 | 27 | +25  |
| 3    | SK Rapid Vienne T     | 25  | 18 | 11 | 3 | 4  | 60 | 29 | +31  |
| 4    | Wiener Sport-Club     | 24  | 18 | 10 | 4 | 4  | 50 | 28 | +22  |
| 5    | First Vienna FC       | 22  | 18 | 9  | 4 | 5  | 47 | 37 | +10  |
| 6    | FK Austria Vienne     | 21  | 18 | 9  | 3 | 6  | 55 | 40 | +15  |
| 7    | SV Amateure Fiat P    | 15  | 18 | 6  | 3 | 9  | 47 | 50 | -3   |
| 8    | Grazer SC P           | 11  | 18 | 5  | 1 | 12 | 34 | 53 | -19  |
| 9    | SK Amateure Steyr P   | 4   | 18 | 2  | 0 | 16 | 22 | 75 | -53  |
| 10   | ESV Wacker Neustadt P | 4   | 18 | 2  | 0 | 16 | 17 | 87 | -70  |

|  | Champion d'Autriche 1938-1939           |
|  | Relégation en 2.Klasse A                |
|  | T Tenant du titre P Promu de 2.Klasse A |

- L'Autriche n'envoie aucun club en Coupe Mitropa la saison prochaine.

### Matchs
| Résultats (▼dom., ►ext.)                                   | EWN  | Firs | Aust | Graz | AuFi | Adm | AmSt | RapV | Wack | WSC |
| ESV Wacker Neustadt                                        |      | 0-1  | 1-5  | 3-1  | 2-4  | 0-6 | 2-4  | 1-13 | 0-2  | 0-3 |
| First Vienna FC                                            | 3-0  |      | 2-3  | 2-1  | 4-1  | 1-4 | 6-1  | 0-4  | 3-6  | 4-2 |
| FK Austria Vienne                                          | 8-2  | 2-2  |      | 3-2  | 4-4  | 1-2 | 4-1  | 4-0  | 2-5  | 3-3 |
| Grazer SC                                                  | 5-2  | 1-2  | 2-6  |      | 5-3  | 2-0 | 4-1  | 2-6  | 2-4  | 1-1 |
| SC Austro-Fiat                                             | 0-0  | 2-2  | 0-4  | 3-4  |      | 2-3 | 9-2  | 2-2  | 2-1  | 1-4 |
| SK Admira Vienne                                           | 10-0 | 3-3  | 3-1  | 8-0  | 3-4  |     | 4-0  | 4-1  | 3-2  | 0-0 |
| SK Amateure Steyr                                          | 2-3  | 0-5  | 0-3  | 2-0  | 2-6  | 0-4 |      | 1-3  | 2-4  | 0-2 |
| SK Rapid Vienne                                            | 2-0  | 3-1  | 5-1  | 3-0  | 3-2  | 0-0 | 4-3  |      | 0-0  | 7-2 |
| Wacker AC                                                  | 6-1  | 1-1  | 2-1  | 2-1  | 2-1  | 2-4 | 7-0  | 4-3  |      | 2-0 |
| Wiener Sport-Club                                          | 12-0 | 3-5  | 4-0  | 2-1  | 3-1  | 3-1 | 5-1  | 2-1  | 1-0  |     |
| - Victoire à domicile - Match nul - Victoire à l'extérieur |      |      |      |      |      |     |      |      |      |     |

## Bilan de la saison
| Championnat d'Autriche de football 1938-1939 |                             |
| Champion                                     | SK Admira Vienne (7e titre) |
| Coupes et trophées                           |                             |
| Vainqueur de la Coupe d'Autriche 1938-1939   | Non disputée                |
| Promotions et relégations                    |                             |
| Promus en Gauliga Ostmark                    | FC Vienne                   |
| Promus en Gauliga Ostmark                    | Linzer ASK                  |
| Relégués en Bezirksklasse                    | SK Amateure Steyr           |
| Relégués en Bezirksklasse                    | ESV Wacker Neustadt         |